# One Astor Plaza
One Astor Plaza, tidigare W.T. Grant Building, är en skyskrapa som ligger på adressen 1507–1521 Broadway på Manhattan i New York, New York i USA. Skyskrapan ägs till 57% av amerikanska fastighetsbolaget SL Green Realty medan de resterande 43% ägs av det tyska fastighetsinvesteraren Allianz Real Estate.
Den uppfördes 1972 som en kontorsfastighet och där den fick namnet W.T. Grant Building eftersom varuhuskedjan W.T. Grant Company hade sitt huvudkontor där, fram tills företaget gick omkull fyra år senare. One Astor Plaza har varit huvudkontor för Viacom och sen 2019 huvudkontor för Paramount Global (tidigare Viacom CBS). Broadwayteatern Minskoff Theatre är inhyst på tredje våningen.
Skyskrapan är 227,08 meter hög och har 54 våningar.